# Pseudaphya ferreri
A Pseudaphya ferreri a csontos halak (Osteichthyes) főosztályának a sugarasúszójú halak (Actinopterygii) osztályába, ezen belül a sügéralakúak (Perciformes) rendjébe, a gébfélék (Gobiidae) családjába és a Gobiinae alcsaládjába tartozó faj.
Nemének egyetlen faja.

## Előfordulása
A Pseudaphya ferreri kizárólag a Földközi-tengerben fordul elő. Elterjedési területe az Adriai-tenger nyugati részétől Izrael-ig és az egyiptomi Sínai-félsziget északi részéig húzódik.

## Megjelenése
Ez a hal legfeljebb 3,5 centiméter hosszú.

## Életmódja
Szubtrópusi, tengeri gébféle, amely a partmenti homokos fenéken tartózkodik.